# 十號利特爾里弗鎮區 (北卡羅萊納州穆爾縣)
十號利特爾弗鎮區（英語：Township 10, Little River）是位於美國北卡羅萊納州穆爾縣的一個鎮區。

## 地方資料
十號利特爾弗鎮區的面積為82.88平方千米，皆為陸地。根據2020年美國人口普查的數據，當地共有人口5245人，而人口密度為每平方千米63.28人。